# Azur Velagic
Azur Velagic (* 20. Oktober 1991 in München) ist ein deutscher Fußballspieler. Der Innenverteidiger spielte bis Januar 2021 für Türkgücü München. Zurzeit ist er vertragslos.

## Karriere
Velagic spielte in seiner Jugend unter anderem für den FC Bayern München. 2008 ging er nach Bosnien-Herzegowina zum FK Olimpik Sarajevo, bei dem er erste Profierfahrungen in der Premijer Liga sammelte. 2011 wechselte er zurück nach Deutschland zum FC Ingolstadt 04. Dort wurde Velagic jedoch nur in der zweiten Mannschaft eingesetzt. 2013 ging er zum Zweitliga-Absteiger SSV Jahn Regensburg. Hier wurde er sowohl in der ersten als auch in der zweiten Mannschaft eingesetzt. Im Januar 2015 wurde er gemeinsam mit Zlatko Muhović wegen unprofessionellem Verhalten freigestellt.
Zur Saison 2015/16 wechselte Velagic zum FC 08 Homburg in die Regionalliga Südwest. Ein Jahr später zog es Velagic zum Regionalligisten SV Rödinghausen. Im Sommer 2019 wechselte er zu Türkgücü München.